# Binche-Chimay-Binche (mannen)
Binche-Chimay-Binche is een eendaagse wielerwedstrijd die sinds 2013 wordt verreden tussen Binche (start- en finishplaats) en Chimay in de provincie Henegouwen, België. Vanaf 2010 staat de koers op de kalender van de UCI Europe Tour in de categorie 1.1. In 2018 werd de 31e editie verreden.
De eerste editie werd in 1911 verreden, toen als Binche-Doornik-Binche, welke naam tot 1996 gehandhaafd bleef. In de perioden 1913-1921, 1931-1983 en 1997-2009 werd de wedstrijd niet georganiseerd. In 2010 werd de koers weer georganiseerd als Mémorial Frank Vandenbroucke naar de in 2009 overleden Belgische renner Frank Vandenbroucke, ook in 2011 werd de koers onder deze naam verreden. In 2012 werd de dubbele benaming Binche-Tournai-Binche / Mémorial Frank Vandenbroucke gebruikt, vanaf 2013 Binche-Chimay-Binche / Mémorial Frank Vandenbroucke. Vandenbroucke zelf won de wedstrijd in 1996.

## Lijst van winnaars

### Meervoudige winnaars
| Overwinningen | Renner           | Jaren      |
| ------------- | ---------------- | ---------- |
| 2             | Omer Taverne     | 1922, 1926 |
| 2             | Jelle Nijdam     | 1990, 1995 |
| 2             | Danny van Poppel | 2018, 2021 |

### Overwinningen per land
| Overwinningen | Land                                                  |
| ------------- | ----------------------------------------------------- |
| 21            | België                                                |
| 6             | Nederland                                             |
| 3             | Frankrijk                                             |
| 2             | Italië                                                |
| 1             | Duitsland, Tsjechië, Verenigd Koninkrijk, Zuid-Afrika |

Mannen: 1911 · 1912 · 1913-1921 · 1922 · 1923 · 1924 · 1925 · 1926 · 1927 · 1928 · 1929 · 1930 · 1931-1983 · 1984 · 1985 · 1986 · 1987 · 1988 · 1989 · 1990 · 1991 · 1992 · 1993 · 1994 · 1995 · 1996 · 1996-2009 · 2010 · 2011 · 2012 · 2013 · 2014 · 2015 · 2016 · 2017 · 2018 · 2019 · 2020 · 2021 · 2022 · 2023 · 2024 · 2025
Vrouwen: 2021 · 2022 · 2023 · 2024 · 2025